# Aristolochia glaucescens
Aristolochia glaucescens là một loài thực vật có hoa trong họ Aristolochiaceae. Loài này được Kunth mô tả khoa học đầu tiên năm 1817.